# 塞法迪四会堂

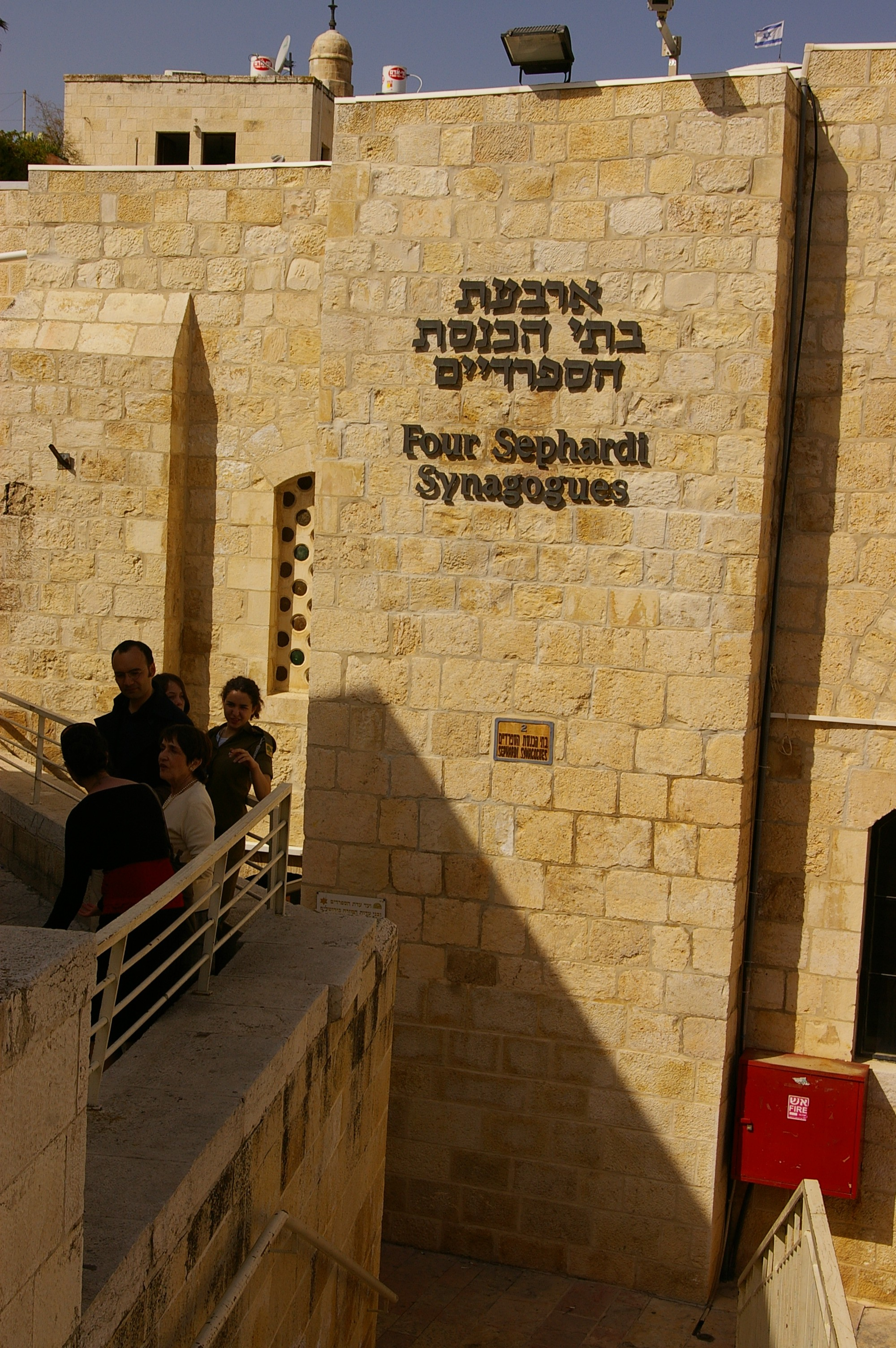
塞法迪四会堂建筑群

塞法迪四会堂（Four Sephardic Synagogues）位于耶路撒冷旧城的犹太区. 它们形成了一组建筑群，包括四个相邻的犹太会堂，分别建于不同的时期，以适应塞法迪犹太人的宗教需要, 每个会堂都采用不同的礼仪。
1589年，奥斯曼帝国的苏丹穆拉德三世下令关闭拉姆班会堂，在耶路撒冷便不再有犹太人的宗教场所，被迫在自己家中私下祈祷。其中许多犹太人都是在1492年被驱逐出西班牙后抵达这里的移民的后裔。17世纪初，他们建立了新的犹太会堂，约哈难本Zakai会堂。1835年，统治耶路撒冷的埃及总督穆罕默德·阿里帕夏允许恢复犹太会堂。伊斯坦布尔会堂入口处有一个纪念这次恢复的牌匾。
1948年第一次中东战争期间，犹太区陷落后，这些犹太会堂被烧毁，亵渎，变成了马厩。六日战争之后，这些犹太会堂由建筑师丹·塔奈修复。

## 约哈难拉比会堂

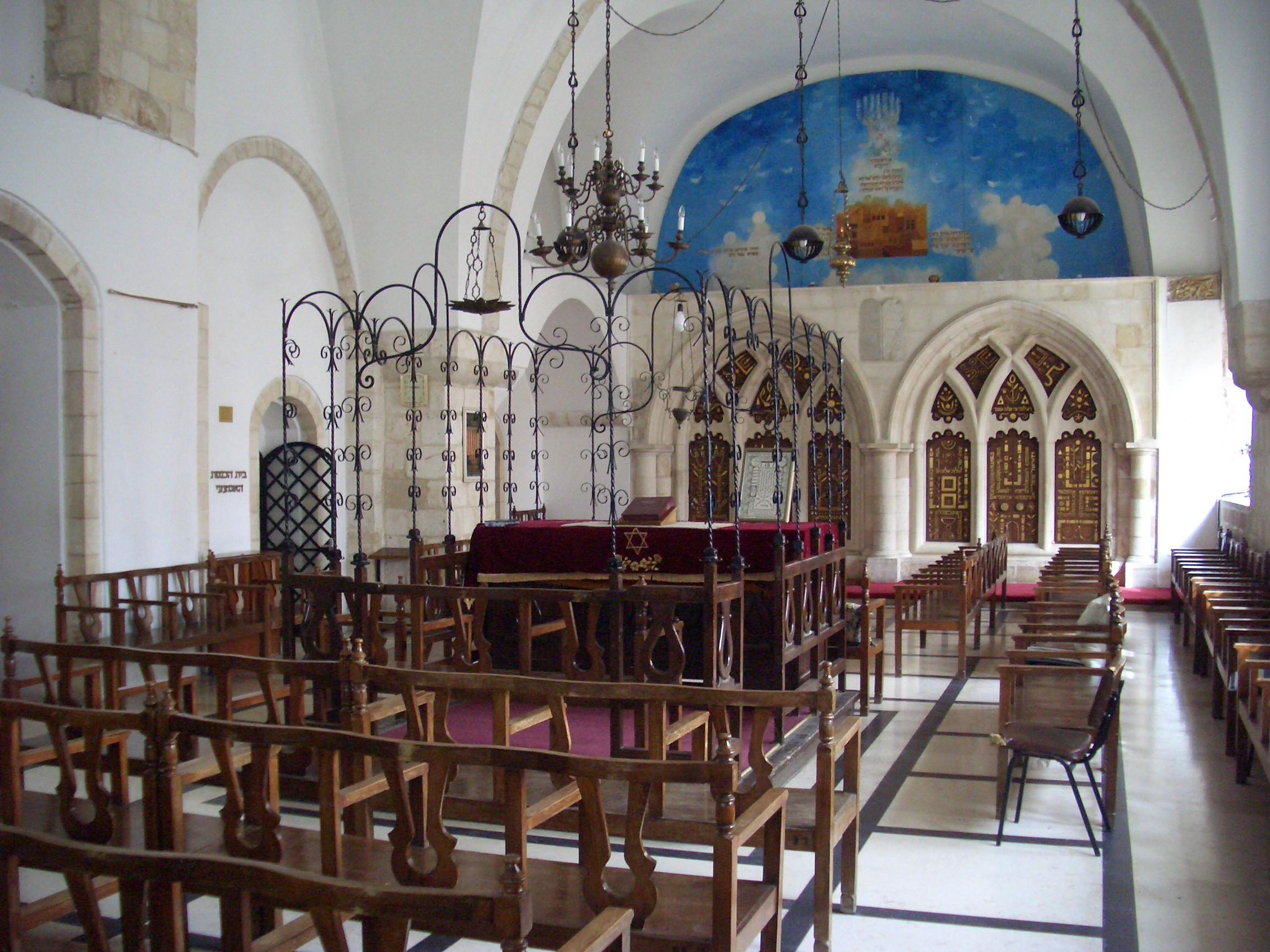
约哈难拉比会堂

据传说，约哈难拉比会堂, (Yochanan ben Zakai Synagogue，希伯來語：‎)，位于约哈难拉比的自修室原址。第二圣殿被毁后，他在亞夫內成立了猶太公會。现在的建筑物建于17世纪初。
该会堂选在一块低于街道水平面的土地，以便向当局隐瞒建设。但是，梅厄·本多夫认为低于街道水平面并不是刻意选择的结果，而是当时街道本身较低，犹太会堂高出街道。但是随着时间的推移，该会堂周围的住宅被拆除，新房子在它们上面建造，而该会堂本身被保存。这个循环一直持续到今天，导致该会堂低于街道水平面以下。不过，应注意的是，如果建设确实是允许的，建筑物本身必须遵守穆斯林对齐米的宗教场所的限制：高度不得超过清真寺。 
它位于耶路撒冷犹太区，在1948年之后约旦占领的19年期间，与该区大部分犹太会堂一样，遭受同样的厄运。六日战争期间，以色列控制了耶路撒冷旧城之后，得到彻底修复。这项工程是由西墙的拉比梅厄·胡达·盖茨发起，他也恢复了Yeshivat haMekubalim昔日的辉煌。

## 伊斯坦布尔会堂

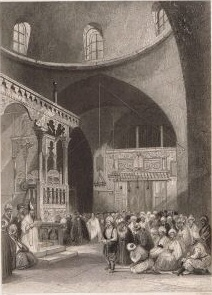
伊斯坦布尔会堂仿古钢雕刻，c.1825

耶路撒冷的塞法迪社区成长过程中，来自土耳其伊斯坦布尔的大批移民，从1764年起使用相邻的建筑作为犹太会堂。随着时间的推移，伊斯坦布尔会堂（Istanbuli Synagogue，希伯來語：‎）吸引了来自东方的崇拜者，包括库尔德斯坦、北非和西非。伊斯坦布尔会堂现在由西班牙和葡萄牙犹太人使用，主要使用伦敦礼仪。
17世纪的圣所，来自意大利安科纳一座被毁的犹太会堂。特巴Teba 建于18世纪，来自意大利佩萨罗一座犹太会堂。该会堂重修于1836年。
以色列独立战争期间，会堂被阿拉伯人占领。六日战争期间，以色列控制耶路撒冷旧城后，会堂得到重修。
由于伊斯坦布尔会堂是四个会堂中最大的一座，它用于以色列塞法迪犹太人首席拉比的就职典礼。

## 先知以利亚会堂

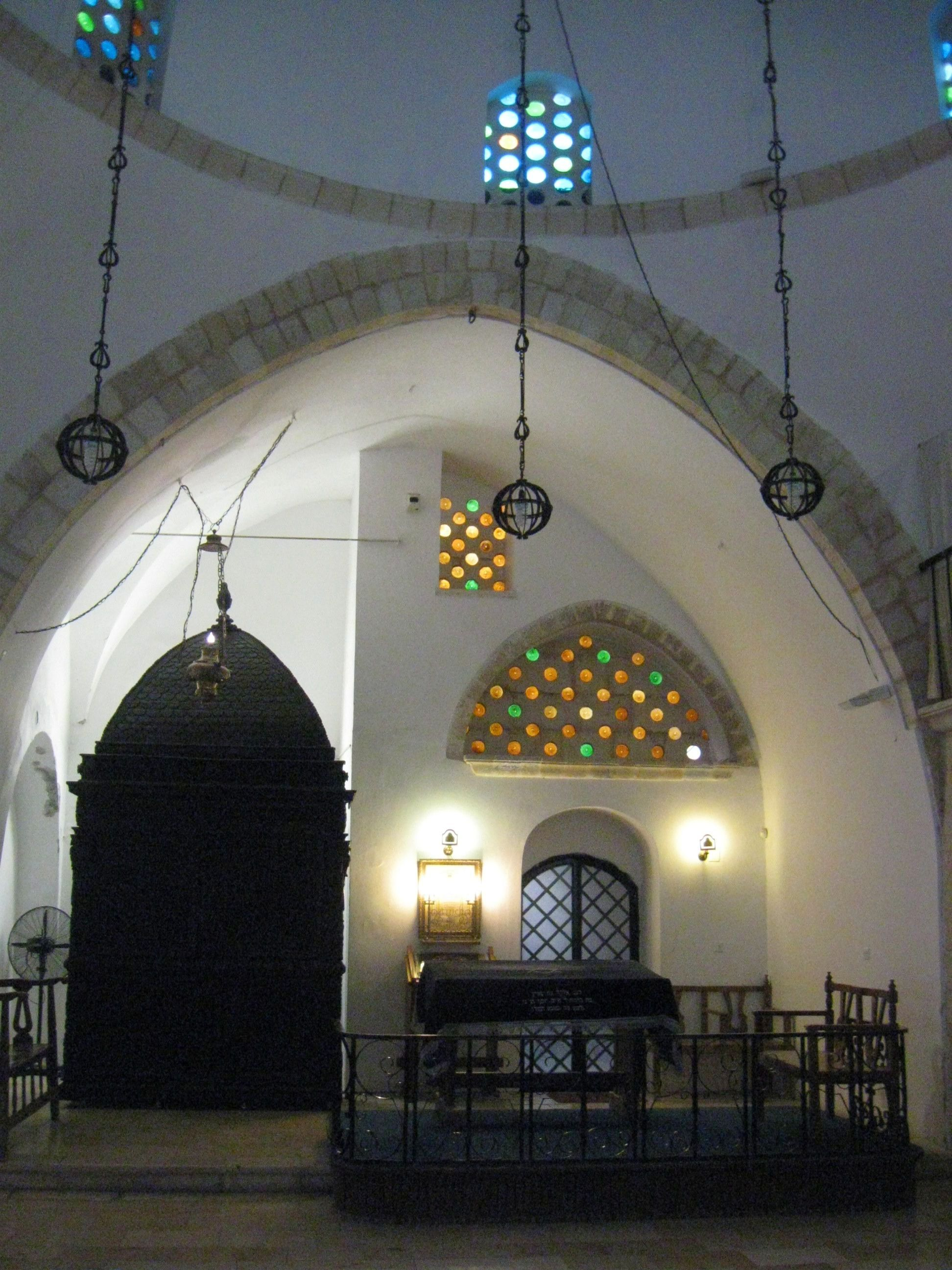
先知以利亚会堂

另一座犹太会堂建于16世纪，以以利亚命名。该会堂是四个犹太会堂中最古老的一座。先知以利亚会堂（Eliyahu Ha'navi Synagogue）主要是用作学习摩西五经的自修室。它只是用于节日的祈祷。据传说，会堂的名称发生在赎罪日一个事件之后,当一个人失踪，完成数点（minyan）需要祈祷。一名信徒所不认识的蓝衣男子出现，并开始祷告。结束祷告（Neilah）后，该男子又神秘消失。人们确信，该名男子非以利亚莫属。

## 中会堂

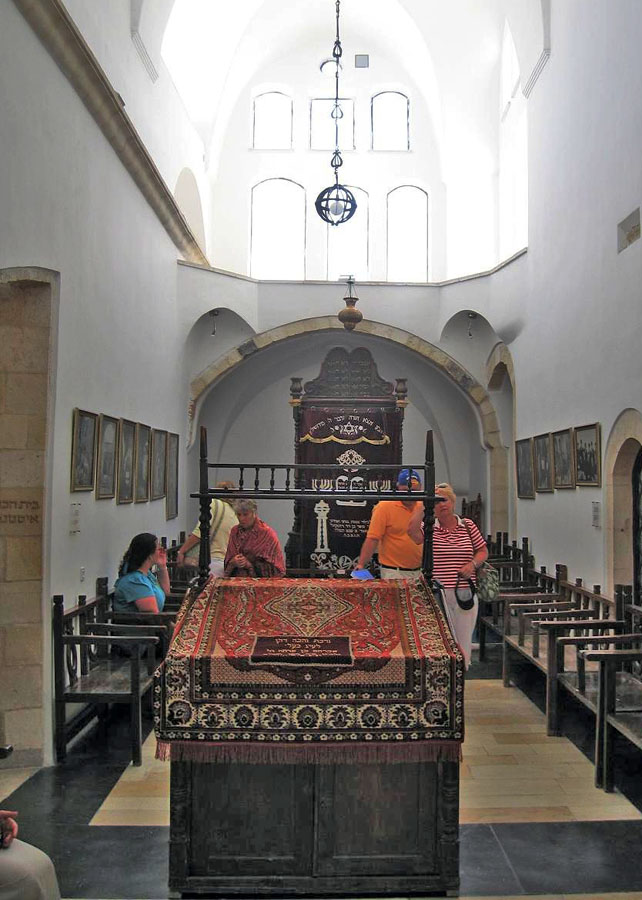
中会堂

中会堂（Emtsai Synagogue，希伯來語：‎），构成该建筑群的中央部分。它最初是一个庭院，可能是约哈难 Ben Zakai 会堂的女子部。在住棚节期间，它可以改为苏克棚。随着社区的发展，在18世纪中叶，决定给院子加上屋顶。于是它变成了今天所称的中会堂，因为它在其他三个犹太会堂的中间位置。